# 固里班
固里班，是11世紀時期的一個印度文化圈的王國，位於今日印度尼西亞東爪哇省布蘭塔斯河河口谷地的一帶。
此國的存在時間很短暫，愛爾朗卡（Airlangga）是該國歷史上僅有的一位拉者。馬打蘭王國被三佛齊入侵後分裂，愛爾朗卡於1019年建立此國。1045年，愛爾朗卡退位，將國家分給兩個兒子管理，此國從此分裂為重迦羅和諫義里兩國。